# Léon Delsarte
Léon Delsarte (ur. 19 listopada 1893 w Valenciennes, zm. 24 stycznia 1963 tamże) – francuski gimnastyk, dwukrotny medalista olimpijski.
W 1920 r. reprezentował barwy Francji na letnich igrzyskach olimpijskich w Antwerpii, zdobywając brązowy medal w wieloboju drużynowym. Podczas kolejnych igrzysk (Paryż 1924) zdobył srebrny medal, również w wieloboju drużynowym. Startował również w konkurencjach indywidualnych, najlepszy wynik (10. miejsce) osiągając na drążku (w końcowej klasyfikacji wieloboju indywidualnego zajął 9. miejsce).